# Sympistis albicilia
Sympistis albicilia är en fjärilsart som beskrevs av Max Wilhelm Karl Draudt 1950. Sympistis albicilia ingår i släktet Sympistis och familjen nattflyn. Inga underarter finns listade i Catalogue of Life.